# Grace Carlyle
Pour les articles homonymes, voir Carlyle.
Grace Carlyle (1877 -  1953) est une actrice américaine du cinéma muet et de théâtre,.

## Filmographie (partielle)
- 1916 : The Eagle's Wings (en)
- 1916 : An International Marriage
- 1916 : The Place Beyond the Winds
- 1916 : My Wife (en)
- 1916 : The Fast Set (en)
- 1917 : Please Help Emily (en)
- 1919 : Bringing Up Betty
- 1923 : Held to Answer (en)
- 1923 : Trimmed in Scarlet (en)
- 1924 : By Divine Right (en)
- 1924 : Wine
- 1926 : Shameful Behavior?
- 1927 : The Notorious Lady de King Baggot
- 1927 : Lonesome Ladies (en)
- 1927 : She's My Baby (en)
- 1927 : La Case de l'oncle Tom